# 欖色樸麗魚
欖色樸麗魚（学名：Haplochromis olivaceus），為輻鰭魚綱鱸形目隆頭魚亞目慈鯛科的其中一種，其种加词“olivaceus”意为“橄榄绿色的”。分布於非洲基伍湖流域，體長可達8.9公分，棲息在中底層水域，生活習性不明。